# HBO3
HBO3 – trzeci kanał telewizyjny należący do HBO, w którym emitowane są głównie seriale produkcji HBO. Stacja nadaje również filmy fabularne amerykańskiego HBO oraz lokalnych oddziałów.

## Historia stacji
Kanał rozpoczął nadawanie w Polsce 1 lutego 2007 pod nazwą HBO Comedy i emitował filmy i seriale komediowe, a także odcinki stand-upu własnej produkcji "HBO na stojaka!". Kanał początkowo dostępny był na wyłączność na platformie Cyfra+ oraz wybranych sieciach kablowych. Od 1 stycznia 2008 roku można go było oglądać także w n i Cyfrowym Polsacie.
7 marca 2011 roku uruchomiona została wersja w wysokiej rozdzielczości kanału. Kanał nadawał od poniedziałku do piątku od 10:00-05:00, a w soboty i niedziele od 08:00-04:00.
21 marca 2016 roku kanał został zastąpiony marką HBO3, emitującą produkcje własne HBO - filmy fabularne i seriale, a jego godziny nadawania zostały wydłużone. Stacja swój program nadaje przez całą dobę. Zmiana spowodowana była ujednoliceniem pakietu kanałów HBO w Europie Środkowo-Wschodniej, składającego się obecnie z trzech kanałów (HBO, HBO2 i HBO3) oraz serwisu video na życzenie HBO Max.